# Hyperolius viridiflavus
Espèce
Statut de conservation UICN

 LC  : Préoccupation mineure
Hyperolius viridiflavus est une espèce d'amphibiens de la famille des Hyperoliidae.

## Répartition
Cette espèce se rencontre en Afrique de l'Est jusqu'à 2 400 m d'altitude :
- dans le nord-est de la République démocratique du Congo ;
- dans l'est de la République centrafricaine ;
- au Soudan du Sud ;
- dans le sud du Soudan ;
- dans la moitié Est de l'Éthiopie ;
- dans le sud de la Somalie ;
- dans l'est du Kenya ;
- en Ouganda ;
- au Burundi ;
- au Rwanda ;
- dans le nord de la Tanzanie.

Sa présence est incertaine en Érythrée.

## Synonymie

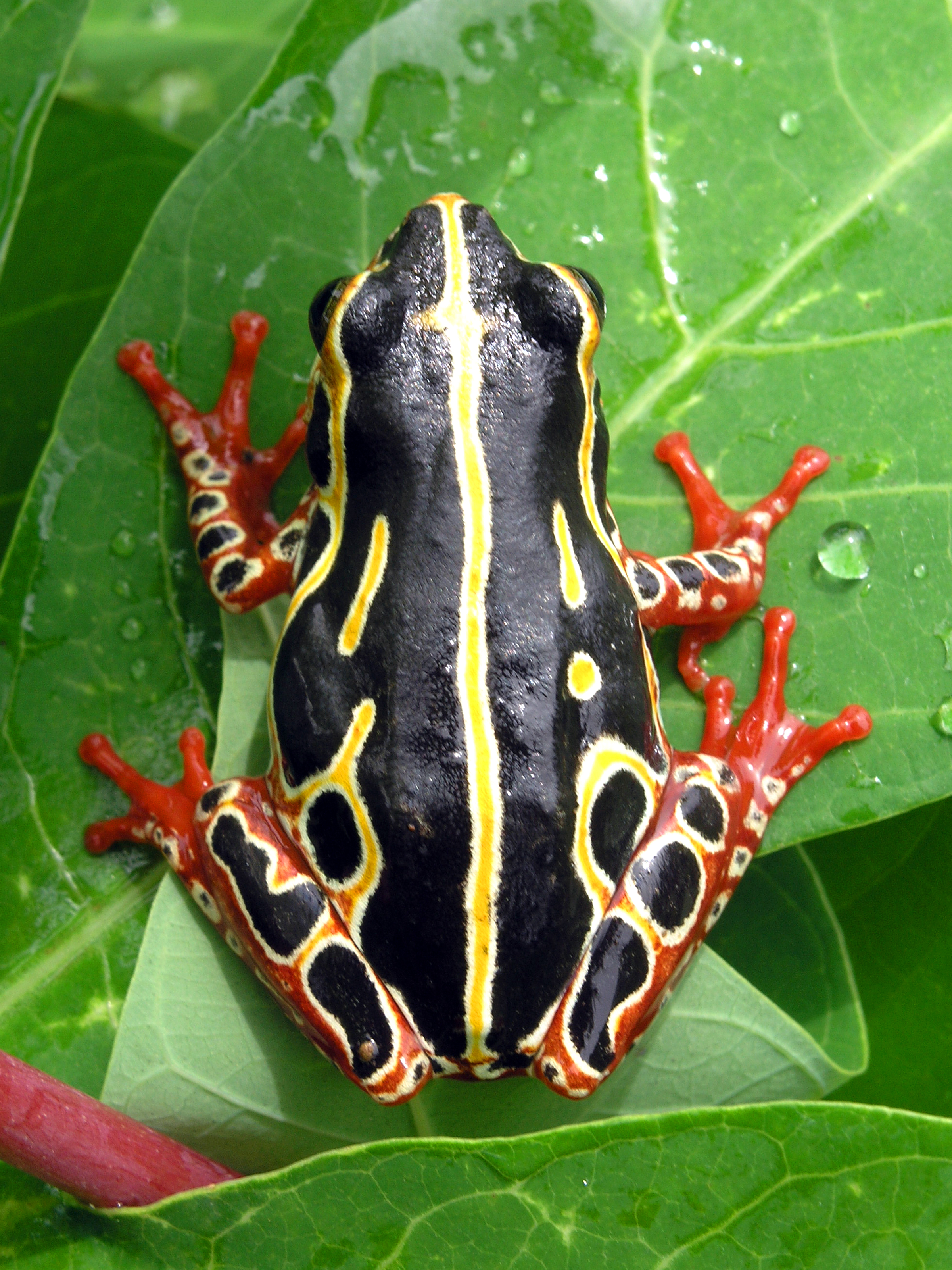

Cette espèce possède un très grand nombre de synonymes :
- Eucnemis viridi-flavus Duméril & Bibron, 1841
- Rappia bayoni Boulenger, 1911
- Rappia burgeoni de Witte, 1921
- Rappia rossii Calabresi, 1925
- Hyperolius phrynoderma Ahl, 1931
- Hyperolius schubotzi Ahl, 1931
- Hyperolius kwidjwiensis Ahl, 1931
- Hyperolius macrodactylus Ahl, 1931
- Hyperolius koehli Ahl, 1931
- Hyperolius variabilis Ahl, 1931
- Hyperolius punctatissimus Ahl, 1931
- Hyperolius wettsteini Ahl, 1931
- Hyperolius flavoguttatus Ahl, 1931
- Hyperolius irregularis Ahl, 1931
- Hyperolius monticola Ahl, 1931
- Hyperolius mohasicus Ahl, 1931
- Hyperolius stuhlmanni Ahl, 1931
- Hyperolius oculatus Ahl, 1931
- Hyperolius karissimbiensis Ahl, 1931
- Hyperolius kandti Ahl, 1931
- Hyperolius multicolor Ahl, 1931
- Hyperolius pallidus Mertens, 1940
- Hyperolius taeniolatus Mertens, 1940
- Hyperolius ornatus Mertens, 1940
- Hyperolius schubotzi ruandensis Mertens, 1943
- Hyperolius destefanii Scortecci, 1943
- Hyperolius karissimbiensis xanthogrammus Laurent, 1950
- Hyperolius karissimbiensis françoisi Laurent, 1950
- Hyperolius karissimbiensis intermedius Laurent, 1950
- Hyperolius viridiflavus hybridus Laurent, 1951
- Hyperolius viridiflavus angeli Laurent, 1951
- Hyperolius nitidulus bangwae Perret, 1966
- Hyperolius viridiflavus mwanzae Schiøtz, 1975

## Publication originale
- Duméril & Bibron, 1841 : Erpétologie générale ou Histoire naturelle complète des reptiles, vol. 8, p. 1-792 (texte intégral).